# Делестрен, Шарль Анри
Ша́рль Анри́ Делестре́н (12 марта 1879, Бьяш-Сен-Вааст, Па-де-Кале — 19 апреля 1945, Дахау, Германия) — французский корпусной генерал, участник Сопротивления.

## Биография
В 1896 году получил степень бакалавра, и в 1897 году был принят в академию Сен-Сир. По окончании академии 1 октября 1900 года выбрал службу в пеших егерях и в звании второго лейтенанта был зачислен в 16-й батальон в г. Лилле. В 1902 году получил звание лейтенанта. С ноября 1906 по октябрь 1907 года был прикомандирован к штабу I армейского корпуса в Лилле.
В 1913 году был произведен в капитаны и назначен командиром роты 151-го пехотного полка. В марте 1914 года был зачислен в Высшую военную школу (фр. L'École supérieure de guerre). В июле того же года был отозван в армию и принял под командование 9-ю роту 58-го пешего егерского батальона резервной части.
После начала Первой мировой войны 58-й батальон был направлен в Арденны, где принял участие в первых боях французской армии. 9-я рота помешала немецкому разведывательному отряду переправиться через реку Маас, не позволив противнику проникнуть вглубь французских позиций. 30 августа во время атаки на Шенуа-Обонкур попал в плен. Провёл четыре года в лагере Плассенбург, где выучил английский, немецкий и русский языки. Освободился в декабре 1918 года.
В апреле 1919 года был прикомандирован к Восточному генеральному штабу в Шантийи. 25 июня того же года назначен командиром батальона. Прослушав курсы в Военном училище, был направлен во 2-й отдел (отделение иностранных армий) Генерального штаба, в котором служил до 1923 года.
Два года прослужил в Германии в оккупационной армии в составе 517-го танкового полка в Дюрене, затем перевелся в танковое техническое бюро в Версале. Проникшись идеями генерала Этьенна (фр. Jean Baptiste Eugène Estienne), «отца французского танкостроения», Делестрен увлекся разработкой бронетанкового вооружения. В 1927 году в звании подполковника он был назначен заместителем командира Версальской танковой школы (там он познакомился и сошелся во взглядах с командиром 507-го танкового полка Шарлем де Голлем). В марте 1939 года вышел в отставку. 
В сентября 1939 года вернулся на действительную службу и возглавил танковый резерв армии. Занимался ускорением производства новых машин и созданием новых танковых дивизий. 
В мае 1940 года произведён в корпусные генералы, возглавил танковые войска VII армии. 3-4 июня 1940 года во главе 2-й и 4-й танковых дивизий провёл атаку на немецкий плацдарм под Абвилем, за что был отмечен в приказе по армии. В дальнейшем соединения под его командованием прикрывали отступление двух французских армий. Закончил войну в Валансе. В июле 1940 года был демобилизован и поселился в Бурк-ан-Брес. Оставаясь в оккупированной Франции, сплотил вокруг себя бывших танкистов, взяв себе кодовое имя «Видаль». Был приглашен к участию в движении Сопротивления Анри Френе. После встречи с генералом де Голлем в Лондоне согласился возглавить объединенную организацию Armée Secrete. 
Арестованный гестапо участник Сопротивления Рене Арди выдал нескольких своих товарищей, в том числе Делестрена. 6 июня 1943 года Делестрен был арестован в Париже и после нескольких месяцев заключения в коммуне Френ отправлен в концентрационный лагерь Нацвейлер-Штрутгоф, где содержался в полной изоляции от внешнего мира. При поддержке капо своего барака тайно устроился работать в лагерный склад одежды. В сентябре 1944 года после эвакуации лагеря был переведен в Дахау. До 13 марта 1945 года содержался в обычном бараке, после чего был переведён в бункер для привилегированных узников.
19 апреля 1945 года после объявления об освобождении из лагеря был расстрелян вместе с тринадцатью другими узниками пьяными эсэсовцами Францем Тренклом и Теодором Бонгартцем.